# منابع احکام اسلام
علم فقه از منابع مختلفی برای استخراج احکام اسلامی استفاده می‌کند. منابع سنتی فقه اهل سنت، کتاب مقدس اسلام، قرآن است که مسلمانان آن را کلام مستقیم و بدون تحریف خداوند می‌دانند. دیگر منبع مورداستفاده اهل سنت، سنت است که جملات قصار و اعمال منسوب به پیامبر اسلام (در ادبیات حدیثی) را شامل می‌شود. در فقه شیعی مفهوم سنت به احادیث امامان شیعه نیز تعمیم یافته‌است.
از آنجایی که مطالب حقوقی یافت شده در متون مقدس اسلامی به‌طور مستقیم به تمام سؤالات مربوط به شریعت که در جوامع مسلمان مطرح می‌شود پاسخ نمی‌دهد، فقهای اسلامی روش‌های دیگری را برای استخراج احکام حقوقی ایجاد کردند. بر باور مکاتب فقهی اهل سنت، منبع ثانویه شریعت اسلام، اجماع است که ماهیت دقیق آن خود دارای اجماع نیست. قیاس، مصلحت، استحسان، فتوا یکی از صحابه از دیگر منابع مورداستعمال آنها هستند. مذهب حنفی غالباً بر استنباط قیاسی و استدلال مستقل تکیه می‌کند و مالکی و حنبلی عموماً به‌جای آن از حدیث استفاده می‌کنند. مکتب شافعی سنت را بیش از حنفی و قیاس را بیش از دو مذهب مذکور دیگر به کار می‌برد. در میان شیعه، اصولیون امامیه با استفاده از چهار منبع قرآن، سنت، اجماع و عقل بهره می‌برند. آنها در شرایط خاص از اجماع استفاده می‌کنند و برای یافتن اصول کلی بر اساس قرآن و سنت به عقل تکیه می‌کنند و در شرایط مختلف از اصول فقه به عنوان روشی برای تفسیر قرآن و سنت استفاده می‌کنند. شیعیان امامی که بر مسلک اخباری هستند بیشتر به منابع حدیثی تکیه می‌کنند و اجتهاد در دین را رد می‌کنند. به گفته مؤمن، علی‌رغم تفاوت‌های قابل توجه در مبانی فقهی بین مکاتب فقهی شیعه و مذاهب چهارگانه اهل سنت، تفاوت‌های کمتری در کاربرد عملی فقه در اعمال مناسکی و معاملات اجتماعی وجود دارد.